# Thamnophis couchii
Espèce
Synonymes
- Eutaenia couchii Kennicott, 1859

Statut de conservation UICN

 LC  : Préoccupation mineure
Thamnophis couchii est une espèce de serpents de la famille des Natricidae.

## Répartition
Cette espèce est endémique des États-Unis. Elle se rencontre dans les États de l'Oregon et de Californie.

## Description
Cette espèce est ovovivipare.

## Étymologie
Cette espèce est nommée en l'honneur de Darius Nash Couch (1822-1897).

## Publication originale
- Kennicott, 1859 in Baird, 1859 : Reptiles. Exploration & Survey R. R. Route Mississippi River to Pacific Ocean (Williamson Route). Washington DC 10, vol. 4, no 4, p. 9-13.